# Concord Dawn
Concord Dawn — новозеландский драм-н-бейс-дуэт, существующий с 1998 года. Состав — Эван Шорт и Мэтт Харви.
Дуэт появился на британской драм-н-бейс сцене и впоследствии стал широко известен по всему миру в 2002 году с выходом в свет таких композиций, как «Morning Light», «Aurora» и «Take Me Away», характеризующихся жёсткой мелодикой и драматичностью (во многом эта черта ранних композиций Concord Dawn роднит их с голландским трио Black Sun Empire). Начиная с 2003 года дуэт постепенно уходит от «жёсткого» электронного звучания и начинает экспериментировать с различными направлениями драм-н-бейса — результатом становится стилистически пёстрый альбом «Uprising», в котором прослеживается влияние на творчество группы таких жанров, как, например, хеви-метал.
В 2006 году дуэт в очередной раз меняет курс, двигаясь по направлению к ликвид-фанку — композиции Concord Dawn начинают появляться на таких лейблах, как Hospital Records и Metalheadz. Четвёртый альбом ещё более эклектичен, чем «Uprising», что и отражено в его названии — «Chaos by Design» (примерный перевод — хаос по природе).
В 2008 году в Concord Dawn остаётся только Мэтт Харви. Эван Шорт уходит в музыкальный бизнес и продолжает карьеру продюсера, но уже в другой области, но Мэтт Харви полон решимости и продолжает работать под псевдонимом Concord Dawn.

## Основная дискография

### Мини-альбомы и синглы
- Bitchkiller / The Drill 12” (Low Profile, 2002)
- Morning Light / Check This Sound 12” (Timeless, 2002)
- Slinky / Junglist 12” (Heavy Rotation, 2003)
- Steam / Rail Road 12” (The Militia, 2003)
- Tick Tock / Scorched Earth (Kemal Remix) 12” (Cyanide, 2003)
- Morning Light (Klute Remix) / Don’t Tell Me 12” (Timeless, 2004)
- Tonite (Pendulum Remix) / Apollo 13 12” (Function, 2004)
- Blow / Vulcan 12” (Uprising, 2005)
- Seasons EP (Uprising, 2006)
- Concord Dawn and Black Sun Empire "Uprising" RISE016 VINYL(2008)

### Альбомы
- Concord Dawn (Low Profile, 2000)
- Disturbance (Low Profile, 2001)
- Uprising (Uprising, 2003)
- Chaos by Design (Uprising, 2006)
- The Enemy Within (Uprising, 2010)
- Air Chrysalis (Not On Label (Concord Dawn Self-Released), 2012)